# Ciclismo ai Giochi della XX Olimpiade
Le competizioni di ciclismo dei Giochi della XX Olimpiade si svolsero dal 31 agosto al 4 settembre 1972 al velodromo Olympia-Radstadion per le competizioni su pista mentre le competizioni su strada si svolsero nei giorni 29 agosto e 7 settembre 1972 a Monaco di Baviera, in Germania Ovest.
Come a Città del Messico 1968 si sono disputate sette prove.

## Podi
| Evento                              | Oro                                                                                    | Perform.  | Argento                                                                   | Perform.  | Bronzo                                                            | Perform. |
| Corsa in linea (dettagli)           | Hennie Kuiper                                                                          | 4-14:37   | Clyde Sefton                                                              | at 0:27   | Non assegnata '                                                   | -        |
| Cronometro a squadre (dettagli)     | Unione Sovietica Boris Šuchov Valerij Jardy Gennadij Komnatov Valerij Lichačëv         | 2:11:17"8 | Polonia Lucjan Lis Edward Barcik Stanisław Szozda Ryszard Szurkowski      | 2:11:47"5 | Non assegnata                                                     | -        |
| Velocità (dettagli)                 | Daniel Morelon                                                                         | -         | John Nicholson                                                            | -         | Omar Pkhak'adze                                                   | -        |
| Chilometro a cronometro (dettagli)  | Niels Fredborg                                                                         | 1'06"44   | Danny Clark                                                               | 1'06"87   | Jürgen Schütze                                                    | 1'07"02  |
| Tandem (dettagli)                   | Unione Sovietica Vladimir Semenec Igor' Celoval'nikov                                  | -         | Germania Est Werner Otto Hans-Jürgen Geschke                              | -         | Polonia Andrzej Bek Benedykt Kocot                                | -        |
| Inseguimento individuale (dettagli) | Knut Knudsen                                                                           | 4'45"74   | Xaver Kurmann                                                             | 4'51"96   | Hans Lutz                                                         | 4'50"80  |
| Inseguimento a squadre (dettagli)   | Germania Ovest Jürgen Colombo Günter Haritz Udo Hempel Günther Schumacher Peter Vonhof | 4'22"14   | Germania Est Thomas Huschke Heinz Richter Herbert Richter Uwe Unterwalder | 4'25"25   | Gran Bretagna Mick Bennett Ian Hallam Ronald Keeble William Moore | 4'23"78  |

## Medagliere
| Posizione | Paese            |   |   |   | Totale |
| --------- | ---------------- | - | - | - | ------ |
| 1         | Unione Sovietica | 2 | 0 | 1 | 3      |
| 2         | Germania Ovest   | 1 | 0 | 1 | 2      |
| 3         | Danimarca        | 1 | 0 | 0 | 1      |
| 3         | Francia          | 1 | 0 | 0 | 1      |
| 3         | Paesi Bassi      | 1 | 0 | 0 | 1      |
| 3         | Norvegia         | 1 | 0 | 0 | 1      |
| 7         | Australia        | 0 | 3 | 0 | 3      |
| 8         | Germania Est     | 0 | 2 | 1 | 3      |
| 9         | Polonia          | 0 | 1 | 1 | 2      |
| 10        | Svizzera         | 0 | 1 | 0 | 1      |
| 11        | Gran Bretagna    | 0 | 0 | 1 | 1      |
| Totale    | Totale           | 7 | 7 | 5 | 19     |